# Giovanni Battista Grimaldi
Giovanni Battista Grimaldi, né en 1673 à Gênes et mort en 1757 à Gênes, est un homme politique italien, 162e doge de Gênes du 7 juin 1752 au 7 juin 1754.